# Franck Ribéry
Franck Henry Pierre Ribéry (Boulogne-sur-Mer, 7 april 1983) is een voormalig Frans profvoetballer die als aanvallende middenvelder en als links- en rechtsbuiten uit de voeten kon.
Ribéry speelde onder meer bij Metz, Galatasaray, Olympique Marseille, Bayern München en Fiorentina. Bij Bayern  beleefde de middenvelder zijn grootste successen met negen Bundesliga-titels, zes DFB-Pokals en winst in 2013 van de UEFA Champions League, UEFA Super Cup en de FIFA Club World Cup.
Ribéry was van 2006 tot en met 2014 international van het Frans voetbalelftal, waarvoor hij eenentachtig interlands speelde en daarin zestien keer scoorde.
Hij werd weleens de nieuwe Zinédine Zidane en de nieuwe Jean-Pierre Papin genoemd. Die laatste werd net als Ribéry in Boulogne-sur-Mer geboren.
Op 21 oktober 2022 kondigde Ribéry het einde van zijn voetbalcarrière aan.

## Clubcarrière

### Jeugd
Als kind begon Ribéry op zijn zesde te voetballen bij Conti. Na een verblijf van zeven jaar vertrok Ribéry in 1996 naar de jeugdacademie van Lille, waar hij drie jaar verbleef. In 1999 vertrok Ribéry naar Boulogne, waar hij in 2001 op achttienjarige leeftijd debuteerde in het eerste elftal.
In 2002 speelde de middenvelder voor Olympique Alès, maar in 2003 vertrok hij naar Stade Brestois. Een jaar later werd Ribéry overgenomen door de Franse subtopper Metz, om in de loop van het seizoen naar het Turkse Galatasaray te vertrekken. Daarmee won hij de beker van Turkije.

### Olympique Marseille
Ribéry kenmerkte zich door zijn snelheid, dribbelvaardigheid en werklust. Hij verhuisde in 2005 naar het Franse Olympique Marseille.
In de zomer van 2006 wilde Olympique Lyon Ribéry overnemen van Olympique Marseille, maar de club wilde hem niet laten vertrekken. Lyon was zelfs bereid om vier spelers aan Marseille te geven in ruil voor Ribéry. Hijzelf maakte in de media bekend een transfer naar Lyon wel te zien zitten, maar Olympique Marseille hield hem aan zijn contract. Hierdoor moest Ribéry ook aanbiedingen afslaan van Real Madrid, Manchester United en Arsenal.

### Bayern Munchen
In juni 2007 stapte Ribéry wel over naar Bayern München. Met de transfer was een bedrag van zesentwintig miljoen euro gemoeid, waar vier miljoen bij kwam toen de Zuid-Duitsers zich plaatsten voor de UEFA Champions League van het volgende seizoen. In mei 2019 werd bekendgemaakt dat Ribéry zijn contract bij Bayern München na het seizoen 2018/19 niet zou verlengen.

### Fiorentina
Na twaalf seizoenen Bayern München vertrok Ribéry transfervrij naar Fiorentina. In 2019 werd Ribéry voor drie wedstrijden geschorst nadat hij op 27 oktober van dat jaar een scheidsrechter had geduwd in een competitiewedstrijd tegen Lazio. Tevens ontving hij een boete van twintigduizend euro.

### Salernitana
In september 2021 vertrok Ribéry transfervrij voor een seizoen naar Salernitana, dat in het seizoen 2020/21 vanuit de Serie B promoveerde naar de Serie A. Na verzekering van behoud van de club in de Serie A op het einde van dat seizoen werd zijn contract automatisch een jaar verlengd.

### Einde carrière
Op 21 oktober 2022 maakte Ribéry het einde van zijn voetbalcarrière bekend wegens een aanslepende knieblessure sinds augustus dat jaar.

## Interlandcarrière
In 2006 werd Ribéry opgenomen in de WK-selectie van Frankrijk, hoewel hij geen enkele keer deel had genomen aan de kwalificatiewedstrijden voor het wereldkampioenschap voetbal 2006. Op het eindtoernooi scoorde hij tegen Spanje in de achtste finale.
Ribéry zat een schorsing van drie interlands uit omdat hij op het wereldkampioenschap van 2010 een van de spelers was die in opstand kwam tegen de toenmalige bondscoach Raymond Domenech.
Hij nam met Les Bleus eveneens deel aan het Europees kampioenschap voetbal 2012 in Polen en Oekraïne, waar de ploeg van bondscoach Laurent Blanc in de kwartfinales met 2–0 werd uitgeschakeld door titelverdediger Spanje. Voor het wereldkampioenschap voetbal 2014 zegde hij noodgedwongen af, omdat hij te veel hinder ondervond van een aanhoudende rugblessure. Een maand na afloop van het toernooi maakte Ribéry officieel bekend te stoppen met het spelen van interlands.

## Clubstatistieken
| Seizoen         | Club                | Competitie           | Competitie | Competitie | Beker | Beker | Internationaal | Internationaal | Overig | Overig | Totaal | Totaal |
| Seizoen         | Club                | Competitie           | Wed.       | Dlp.       | Wed.  | Dlp.  | Wed.           | Dlp.           | Wed.   | Dlp.   | Wed.   | Dlp.   |
| --------------- | ------------------- | -------------------- | ---------- | ---------- | ----- | ----- | -------------- | -------------- | ------ | ------ | ------ | ------ |
| 2000/01         | Boulogne            | Championnat National | 4          | 1          | 0     | 0     | 0              | 0              | 0      | 0      | 4      | 1      |
| 2001/02         | Boulogne            | Championnat National | 24         | 5          | 1     | 0     | 0              | 0              | 0      | 0      | 25     | 5      |
| 2002/03         | Olympique Alès      | Championnat National | 19         | 1          | 0     | 0     | 0              | 0              | 0      | 0      | 19     | 1      |
| 2003/04         | Stade Brest         | Championnat National | 35         | 3          | 2     | 1     | 0              | 0              | 0      | 0      | 37     | 4      |
| 2004/05         | Metz                | Ligue 1              | 20         | 2          | 1     | 0     | 0              | 0              | 0      | 0      | 21     | 2      |
| 2004/05         | Galatasaray         | Süper Lig            | 14         | 0          | 0     | 0     | 0              | 0              | 0      | 0      | 14     | 0      |
| 2005/06         | Olympique Marseille | Ligue 1              | 35         | 6          | 6     | 3     | 12             | 3              | 0      | 0      | 53     | 12     |
| 2006/07         | Olympique Marseille | Ligue 1              | 25         | 5          | 7     | 1     | 4              | 0              | 0      | 0      | 36     | 6      |
| 2007/08         | Bayern München      | Bundesliga           | 28         | 11         | 7     | 5     | 11             | 3              | 0      | 0      | 46     | 19     |
| 2008/09         | Bayern München      | Bundesliga           | 25         | 9          | 3     | 1     | 8              | 4              | 0      | 0      | 36     | 14     |
| 2009/10         | Bayern München      | Bundesliga           | 19         | 4          | 4     | 2     | 7              | 1              | 0      | 0      | 30     | 7      |
| 2010/11         | Bayern München      | Bundesliga           | 25         | 7          | 3     | 2     | 4              | 2              | 0      | 0      | 32     | 11     |
| 2011/12         | Bayern München      | Bundesliga           | 32         | 12         | 4     | 2     | 14             | 3              | 0      | 0      | 50     | 17     |
| 2012/13         | Bayern München      | Bundesliga           | 27         | 10         | 3     | 0     | 12             | 1              | 1      | 0      | 43     | 11     |
| 2013/14         | Bayern München      | Bundesliga           | 22         | 10         | 4     | 1     | 10             | 3              | 3      | 2      | 39     | 16     |
| 2014/15         | Bayern München      | Bundesliga           | 15         | 5          | 2     | 1     | 6              | 3              | 0      | 0      | 23     | 9      |
| 2015/16         | Bayern München      | Bundesliga           | 13         | 2          | 2     | 0     | 7              | 0              | 0      | 0      | 22     | 2      |
| 2016/17         | Bayern München      | Bundesliga           | 22         | 5          | 3     | 0     | 6              | 0              | 1      | 0      | 32     | 5      |
| 2017/18         | Bayern München      | Bundesliga           | 20         | 5          | 5     | 1     | 8              | 0              | 1      | 0      | 34     | 6      |
| 2018/19         | Bayern München      | Bundesliga           | 25         | 6          | 5     | 0     | 7              | 1              | 1      | 0      | 38     | 7      |
| 2019/20         | Fiorentina          | Serie A              | 21         | 3          | 0     | 0     | 0              | 0              | 0      | 0      | 21     | 3      |
| 2020/21         | Fiorentina          | Serie A              | 29         | 2          | 1     | 0     | 0              | 0              | 0      | 0      | 30     | 2      |
| 2021/22         | Salernitana         | Serie A              | 23         | 0          | 0     | 0     | 0              | 0              | 0      | 0      | 23     | 0      |
| 2022/23         | Salernitana         | Serie A              | 1          | 0          | 1     | 0     | 0              | 0              | 0      | 0      | 2      | 0      |
| Carrière totaal | Carrière totaal     | Carrière totaal      | 522        | 114        | 55    | 14    | 116            | 24             | 21     | 9      | 715    | 161    |

Bijgewerkt tot 7 oktober 2022 

## Privéleven
- Ribéry was twee jaar oud toen hij in de auto met zijn ouders betrokken raakte bij een verkeersongeval. Hij overleefde het ongeluk, maar hield er wel enkele omvangrijke littekens op zijn gezicht aan over. Dit leverde hem de bijnaam "Scarface" op.[10]
- Ribéry bekeerde zich in 2002 op negentienjarige leeftijd tot de islam.
- Ribéry trouwde in 2005 met een Algerijnse vrouw.[11] Het stel heeft drie dochters en twee zonen.

## Erelijst
Galatasaray
- Türkiye Kupası: 2004/05

 Olympique Marseille
- UEFA Intertoto Cup: 2005

 Bayern München
- FIFA Club World Cup: 2012/13
- UEFA Champions League: 2012/13
- UEFA Super Cup: 2013
- Bundesliga: 2007/08, 2009/10, 2012/13, 2013/14, 2014/15, 2015/16, 2016/17, 2017/18, 2018/19
- DFB-Pokal: 2007/08, 2009/10, 2012/13, 2013/14, 2015/16, 2018/19
- DFL-Supercup: 2012, 2016, 2017, 2018
- DFB-Ligapokal: 2007

Individueel
- Frans Voetballer van het Jaar: 2007, 2008, 2013
- Duits Voetballer van het Jaar: 2008
- UEFA Best Player in Europe: 2012/13